# Palma Sola (Formosa)
Palma Sola es una localidad del departamento Pilcomayo, en la provincia de Formosa, Argentina. Se encuentra entre los riachos Porteño y Negro, sobre la Ruta Nacional 86, que la vincula al sudeste con Clorinda y al noroeste con Laguna Blanca.
Es una de las principales zonas frutihortícolas de la provincia, con una producción cercana a las 5 mil toneladas.

## Población
Cuenta con 212 habitantes (Indec, 2010), lo que representa un incremento del 1% frente a los 210 habitantes (Indec, 2001) del censo anterior.
| Gráfica de evolución demográfica de Palma Sola entre 2001 y 2010 |
|                                                                  |
| Fuente: Censos nacionales del INDEC                              |